# Apetaenus litoralis
Apetaenus litoralis är en tvåvingeart som beskrevs av Eaton 1875. Apetaenus litoralis ingår i släktet Apetaenus och familjen Canacidae. Inga underarter finns listade i Catalogue of Life.